# Awee Prins
Arend Weert (Awee) Prins (Rotterdam, 1957) is een Nederlands filosoof en schrijver. Hij is emeritus universitair hoofddocent aan de Erasmus Universiteit Rotterdam en kenner van het werk van Martin Heidegger.

## Biografie
Prins werd geboren in de Rotterdamse wijk Hillegersberg. Hij behaalde zijn Atheneum B diploma aan het Melanchthon College en studeerde vervolgens filosofie en medische psychologie aan de Erasmus Universiteit Rotterdam en esthetica aan de Universiteit van Amsterdam. Daarnaast studeerde hij aan de Willem de Kooning Academie en werkte hij als nachtwacht in een dependance van psychiatrisch centrum St. Bavo aan de Heemraadssingel te Rotterdam.
Sinds 1985 doceert hij fenomenologie, hermeneutiek en filosofie & literatuur aan de Faculteit der Wijsbegeerte van de Erasmus Universiteit Rotterdam. Hij publiceerde vooral over de blijvende betekenis van de filosofie van Heidegger en onderzocht het snijvlak tussen filosofie en literatuur. Van 1988 tot 1998 was hij samen met Henk Oosterling redacteur van het tijdschrift Rotterdamse Filosofische Studies. In 1991 richtte hij er samen met Oosterling het Centrum voor Filosofie en Kunst (CFK) op. Van 1999 tot 2010 was hij opleidingsdirecteur van zijn faculteit. In 2006 ontving hij de Onderwijsprijs, o.a. voor zijn bijdrage aan de oprichting van het Erasmus Honours Programma aan de Erasmus Universiteit Rotterdam.
In 2007 promoveerde hij met het proefschrift Uit verveling dat tevens in boekvorm werd gepubliceerd. Aan de hand van een autobiografische, literaire en fenomenologische analyse gaat Prins de verveelde en vervelende grondtoon van het huidige tijdsgewricht te lijf om de tijdelijkheid der dingen meer te aanvaarden, het alledaagse te herwaarderen en aldus tot de articulatie van een leven vóór de dood te komen. Wim Brands interviewde Prins in het VPRO-programma Boeken over zijn boek. Het boek werd een filosofische bestseller en werd negen keer herdrukt. In 2014, na de publicatie van Heideggers dagboeken (de zogenaamde Schwarze Hefte of zwarte schriftjes) betichtte de Duitse filosoof Peter Trawny Heidegger van 'zijnshistorisch antisemitisme'. Dit stempel van fundamentele jodenhaat vond Prins een 'vernietigend oordeel'.
Prins was een van de 'founding fathers' van het Erasmus University College, dat in 2013 van start ging. Van 2014 tot 2018 was hij Dean van de Erasmus Honours Academy.
Sinds 2015 werkt Prins aan het project "Bij broos leven hoort broos denken". Dit illustreerde hij met zijn sinds 2009 beëindigde alcoholisme (na een verblijf in Kaapstad), de omgang met de dood van zijn vrouw sinds het najaar van 2014 en zijn weigering om Denker des Vaderlands te worden in 2016. Hij definieert geluk niet als een toestand om naar te streven, maar als een broos moment, iets dat je toe-valt. In 2017 publiceerde hij bij De Bezige Bij "De dag dat de zee weg was", een boek voor kinderen, omdat zij 'losser' kunnen denken en de menselijke broosheid beter begrijpen.
Prins woont in Rotterdam, is weduwnaar en vader van twee volwassen zonen.